# Förgät mig ej
Förgät mig ej är ett studioalbum av Anne Kihlström, släppt på LP 1984.

## Låtlista

### Sida A
1. "Förät mig ej" ("Forget Me Not") (P.Ewans/A.Byron/A.Robertsson)
2. "Till alla dom som jag höll av" (To all the girls I' ve loved before) (A.Hammond/A.David/Ö.Warnerbring) Gästartsit: Eddie Oliva
3. "Jag ser mig om" (On the road again) (W.Nelson-K.Almgren)
4. "Den siste vagabonden" (M.Mejstam)
5. "Välja väg" (L.Varberg/B.Håkansson)
6. "Nyckeln till min dröm" (C.Hilsson)

### Sida B
1. "Någon gång är ingen gång" (I wouldn't change you if I could) (A.Smith/P.Jones/B.Håkansson)
2. "Nattradion" (Nattrösten Jan Ellerås) (Ö.Englund/H.Siden)
3. "Solen kom fram i min blanka spegel" (B.Mevis/D.Wills/D.Pfrimmer/M.Mejstam)
4. "Tänder ett ljus" (K.Almgren/Å.Dahlgren)
5. "Vart är du på väg" (E.Lihm/J.Lisell/P.Wennö)
6. "Livets skatt" (B.Afzelius) - 1984

### Fotnoter
1. ↑  ”Förgät mig ej”. Svensk mediedatabas. 3 mars 1984. https://smdb.kb.se/catalog/id/001889861. Läst 10 mars 2020.